# Kladušnica
Kladušnica (cyr. Кладушница) – wieś w Serbii, w okręgu borskim, w gminie Kladovo. W 2011 roku liczyła 634 mieszkańców.